# The Terminal
The Terminal és una pel·lícula estatunidenca, dramàtica, romàntica i còmica dirigida per Steven Spielberg, estrenada el 2004 i protagonitzada per Tom Hanks, Catherine Zeta-Jones, Chi McBride, Stanley Tucci i Diego Luna.

## Argument
Viktor Navorski Tom Hanks arriba a l'aeroport internacional John F. Kennedy, als Estats Units però no el deixen entrar el país. Mentre volava cap al seu destí, s'inicia un cop d'estat en el seu país d'origen, Krakozhia (país europeu fictici similar a una ex República Soviètica). Degut a aquest problema, Estats Units no reconeix Krakozhia com una nació i se li nega la entrada a Viktor al país. Això provoca que Viktor hagi de viure a la terminal, concretament, a la secció 67.
Viktor coneixerà i es farà amic dels treballadors de l'aeroport, mentre que duanes i la policia de Protecció Fronterera junt amb el cap Frank Dixon Stanley Tucci el tenen en el punt de mira. El cap Dixon, intentarà per tots els mitjans que Viktor se'n vagi de l'aeroport perquè deixi de ser el seu problema i el puguin ascendir.
La pel·lícula s'inspira en la història verdadera de Mehran Karimi Nasseri, refugiat iranià que va haver de viure a la sala d'embarcaments de la Terminal 1 de l'aeroport de París-Charles de Gaulle entre el 8 d'agost de 1988 fins a juliol de 2006, quan va ser hospitalitzat per causes desconegudes.

## Repartiment i doblatge
| ACTOR                | PERSONATGE            | ACTOR DE DOBLATGE A ESPANYA |
| -------------------- | --------------------- | --------------------------- |
| Tom Hanks            | Viktor Navorski       | Jordi Brau                  |
| Catherine Zeta-Jones | Amelia Warren         | Mercedes Montalá            |
| Stanley Tucci        | Frank Dixon           | Pep Antón Muñóz             |
| Diego Luna           | Enrique Cruz          | Pablo Sevilla               |
| Zoe Saldaña          | Agente Dolores Torres | Cristina Mauri              |
| Kumar Pallana        | Gupta Rajan           | Santiago Cortés             |
| Chi McBride          | Joe Murloy            | Rafael Calvo                |
| Dan Finnerty         | Cliff                 | José Javier Serrano         |
| Eddie Jones          | Salchak               | Arsenio Corsellas           |
| Corey Reynolds       | Waylin                | Xavier Fernández            |
| Jude Ciccolella      | Karl Inverson         | Ricky Coello                |

## Al voltant de la pel·lícula
- El rodatge es va desenvolupar a Los Angeles, Nova York i Palmdale, als Estats Units, així com a l'Aeroport Internacional Mont-real-Mirabel, al Quebec.
- El paper de Lucy, adolescent de catorze anys, és interpretat per Sasha Spielberg, la filla del cineasta.
- La història de Merhan Karimi Nasseri ja havia inspirat la pel·lícula francesa Tombés du ciel, dirigida per Philippe Lioret el 1993. Tanmateix, en el DVD, en lloc d'evocar la història verdadera que li ha inspirat la pel·lícula, Steven Spielberg fa creure que es tracta d'un guió completament fictici i original.
- La pel·lícula va obrir la Mostra de Venècia 2004
- Alguns han assenyalat que la pel·lícula sembla estar inspirada en la història de Mehran Karimi Nasseri. El setembre de 2003, The New York Times va assenyalar que Spielberg va comprar els drets de la història de vida de Nasseri sobre la base de la pel·lícula; I al setembre de 2004 The Guardian va assenyalar que Nasseri va rebre milers de dòlars dels realitzadors. No obstant això, cap dels materials de publicitat de l'estudi esmenta la història d'Nasseri com una inspiració per a la pel·lícula.
- Steven Spielberg va viatjar per tot el món per trobar un aeroport real que li permetés filmar per a la durada de la producció, però no va poder trobar un. El terminal es va construir en un hangar massiu a l'Aeroport Regional LA / Palmdale. L'hangar forma part de la Planta 42 de la Força Aèria EUA, complex es va utilitzar per construir el bombarder Rockwell International B-1B.
- El conjunt va ser construït amb els codis de construcció sisme complets i es va basar en l'aeroport de Düsseldorf. La forma de la terminal actual i el conjunt que es veu de costat és una secció transversal d'una ala d'avió. El disseny del conjunt per al terminal, com s'ha assenyalat per Roger Ebert en les seves opinions i testificat per Spielberg, va ser estimulat en gran manera per la pel·lícula clàssica de Jacques Tati Play Time. Hanks basa la seva caracterització de Viktor Navorsky del seu sogre, Allan Wilson, un immigrant búlgar, que segons Hanks pot parlar rus, turc, polonès, grec, una mica d'italià i una mica de francès. Hanks també va tenir una mica d'ajuda d'un traductor búlgar anomenat Peter Budevski.
- La majoria dels plans exteriors i aquells amb els avions actuals es van rodar a Aeroport Internacional de Montréal-Mirabel; altres preses interiors addicionals també es van fer allà, incloent l'entresòl amb vistes als escriptoris d'immigració i les cintes d'equipatge directament darrere d'ells; els ponts d'embarcament que mostren signes Aeroports de Mont-real i Air Transat. Altres preses van ser rodades en pre-producció a l'Aeroport Internacional de Los Angeles i a les oficines de Spilberg de DreamWorks. Mont-real també s'esmenta en l'altaveu en el principi de la pel·lícula, al voltant del punt on l'oficial de duanes li diu a Viktor d'esperar en una línia especial.

## Banda original
- Strangers in the Night, interpretat per Strings Unlimited
- Tema de Summer Place, interpretat per Starlite Orchestra
- I Love Nova York, compost per Steve Karmen
- The Glory of Love, interpretat per Big Bill Broonzy
- Something in B-Flat, interpretat per Benny Golson
- For All We Know, compost per Fred Coots i Samuel Lewis
- Del' Divani, compost per Vigen Derderian
- Killer Joe, interpretat per Benny Golson
- The Tale of Viktor Navorski
- Dinner with Amelia
- Viktor and His Friends
- The Fountain Scene
- The Wedding of Officer Torres
- Jazz Autographs
- Refusing to Escape
- Krakozhia National Andem and Homesickness
- Looking for Work
- Gupta's Deliverance
- Finding Coins and Learning to Read
- Destiny... Canneloni ... and The Tale of Viktor Navorski Reprise
- A Happy Navorski Ending!